# Myuchelys bellii
Myuchelys bellii is een schildpad uit de familie slangenhalsschildpadden (Chelidae).

## Naam en indeling
De wetenschappelijke naam van de soort werd voor het eerst voorgesteld door John Edward Gray in 1844. Oorspronkelijk werd de wetenschappelijke naam Phrynops bellii gebruikt. De soort werd ook aan andere geslachten toegekend, zoals Hydraspis, Elseya en het niet langer erkende Wollumbinia. De schildpad behoorde lange tijd tot het geslacht Elseya, waardoor de verouderde wetenschappelijke naam veel in de literatuur wordt gebruikt.
De soortaanduiding bellii is een eerbetoon aan de Britse natuuronderzoeker Thomas Bell (1792-1880). Hoewel de soort al in 1844 is beschreven, werd deze pas weer voor het eerst gezien in 1980 door de bioloog Anders Rhodin.

## Uiterlijke kenmerken
De mannelijke dieren kunnen een schildlengte bereiken van 23 centimeter, de vrouwtjes worden groter tot 30 cm. Het rugschild is sterk afgeplat en heeft een bruine kleur met een geelgekleurde rand die ook op de onderzijde van de marginaalschilden terugkomt. Het buikschild is donkergrijs tot soms geheel zwart van kleur wat weinig voorkomt bij schildpadden. Juvenielen hebben een bruine schildkleur met zwarte vlekken. De schildvorm is bij jonge dieren vrijwel rond, het schild is sterk afgeplat en de marginaalschilden aan de achterzijde van het schild hebben een doornachtig uitsteeksel.
De kleur van de kop is grijs tot zwart, achter de bek is een gele streep aanwezig die doorloopt tot de nek. De schildpad lijkt sterk op de verwante soort Myuchelys latisternum die met een schildlengte tot 28 cm echter groter wordt.

## Levenswijze
De vrouwtjes zetten de eieren af tussen oktober en januari, er worden acht tot 23 eieren per nest afgezet. De eieren zijn wit van kleur en zijn 21 millimeter breed en 32 mm lang. De schildpad is een omnivoor, op het menu staan zowel kleine ongewervelden als insecten en kreeftachtigen maar ook plantaardig materiaal wordt gegeten zoals waterplanten en in het water gevallen bladeren. .

## Verspreiding en habitat
De schildpad komt endemisch voor in Australië en is alleen aangetroffen in het zuidoosten van het land in de staat New South Wales. De schildpad komt voor in de riviersystemen van onder andere de Gwydir Rivier en de Namoi Rivier. De habitat bestaat uit smalle tot middelgrote rivieren in omgevingen met een granieten oorsprong en een bodem die bestaat uit zand of grind. Er is een voorkeur voor wateren met enige onderwatervegetatie. De soort is aangetroffen op een hoogte van ongeveer 600 tot 1100 meter boven zeeniveau.

## Beschermingsstatus
Door de internationale natuurbeschermingsorganisatie IUCN is de beschermingsstatus 'bedreigd' toegewezen (Endangered of EN).
Bekende bedreigingen zijn de aantasting van de natuurlijke habitat, de introductie van exotische dieren die de nesten vernietigen en ziektes. In verschillende populaties is een op staar gelijkende oogziekte vastgesteld die de schildpadden kunnen verblinden.